# برکمیر
برکمیر (به هلندی: Berkmeer) یک منطقهٔ مسکونی در هلند است که در کوخن‌لاند واقع شده‌است. برکمیر ۱۰۰ نفر جمعیت دارد.